# Морреренше
Ассосіасау Спорт Клубе Морреренше або просто Морреренше (порт. Associação Sport Club Morrerense) — професіональний кабовердійський футбольний клуб з міста Віла ду Маю (Порту Інглеш), на острові Маю.

## Історія
Клуб спрямований соціальний, культурний та спортивний розвиток усіх шарів населення міста.

## Логотип
Логотип клубу складається з двох щитів білого кольору, які накладаються один на оден. Менший щит має жовто-зелене обрамлення, на ньому зображено пагорб та пальму зеленого кольору. У верхній частині великого щита можна прочитати напис «Sport Clube», у верхній частині меншого щита — «Morrerense».

## Історія виступів у чемпіонатах та кубках

### Острівний чемпіонат
| Сезон   | Див | Міс | Очок | Іг | В | Н | П | ЗМ | ПМ | РМ |
| 2014-15 | 2   | 2   | 18   | 8  | 5 | 3 | 0 | 13 | 6  | +7 |